# I'm Gonna Be (500 Miles)
I'm Gonna Be (500 Miles) è un singolo discografico del duo musicale scozzese The Proclaimers, pubblicato nel 1988.
Nel 1993, dopo la sua inclusione nel film Benny & Joon, la canzone venne pubblicata in America del Nord.

## Tracce
Testi e musiche di Charlie e Craig Reid, eccetto dove indicato.
- 7" Singolo

1. I'm Gonna Be (500 Miles) – 3:37
2. Better Days – 3:14

- 12" Singolo

1. I'm Gonna Be (500 Miles) – 3:37
2. Better Days – 3:14
3. Teardrops – 2:33

- CD Singolo

1. I'm Gonna Be (500 Miles) – 3:37
2. Better Days – 3:14
3. Teardrops – 2:33
4. I Can't Be Myself (Merle Haggard) – 2:30

## Formazione
- Craig Reid – voce, tamburello
- Charlie Reid – cori, chitarra acustica
- Jerry Donahue – chitarra elettrica
- Pete Wingfield – tastiera
- Phil Cranham – basso
- Dave Mattacks – batteria

## Classifiche
| Classifica (1988-1993) | Posizione massima |
| ---------------------- | ----------------- |
| Regno Unito            | 11                |
| Stati Uniti            | 3                 |

## Versione 2007
Nel 2007 i Proclaimers hanno registrato nuovamente la canzone con Peter Kay e Matt Lucas nei panni dei loro personaggi, rispettivamente Brian Potter di Phoenix Nights e Andy Pipkin di Little Britain. Il titolo di questa versione vede spostate le parentesi e diventa (I'm Gonna Be) 500 Miles; mentre anche il testo include un cambiamento, con le parole roll 500 miles ("rotola per 500 miglia") che sostituiscono walk 500 miles ("cammina per 500 miglia"), perché i personaggi Brian Potter e Andy Pipkin sono entrambi su sedia a rotelle. 
La nuova versione della canzone è stata pubblicata come singolo di beneficenza per il progetto Comic Relief, immediatamente dopo l'esibizione nel programma televisivo Comic Relief 2007: The Big One, andato in onda sulla BBC1 il 16 marzo 2007. 

### Video
Peter Kay è stato anche regista del videoclip della canzone, in cui se stesso interpretava Brian Potter, Matt Lucas nei panni di Andy, David Walliams nel ruolo di Lou e ovviamente con i The Proclaimers. Al video hanno inoltre partecipato tantissimi ospiti famosi, tra cui Johnny Ball, David Beckham, David Bellamy, Dusty Bin, Tony Blackburn, Stan Boardman, Basil Brush, Bob the Builder, Holly Willoughby, Bucks Fizz, Cannon and Ball, Bob Carolgees & Spit the Dog, Jasper Carrott, Keith Chegwin, Jimmy Cricket, Tess Daly, Bobby Davro, Carol Decker, Sally Dynevor, Lesley Garrett, Clare Grogan, Frazer Hines, Siobhan Redmond, Elton John, The Krankies, Burt Kwouk, Bonnie Langford, Eddie Large, Michael Le Vell, Limahl, Kenny Lynch, Des Lynam, Timmy Mallett, Jennie McAlpine, Amanda Mealing, Terry Nutkins, Bill Oddie, Paul O'Grady, Postman Pat, Wendi Peters, Robert Powell, Rod, Jane and Freddy, Rupert the Bear, Showaddywaddy, Status Quo, Frank Sidebottom, Sonia, Kathy Staff, Dennis Taylor, David Tennant, Willie Thorne, Kate Thornton, Dave Lee Travis, Roy Walker, Louis Walsh, Pete Waterman, Lizzie Webb, June Whitfield e Gary Wilmot. Anche
Osama bin Laden, all'epoca terrorista fuggitivo, Richard Bingham, VII conte di Lucan, scomparso dal 1974, ed il cavallo da corsa rapito Shergar vengono falsamente accreditati come apparsi nel video.

### Tracce
- CD Singolo

1. (I'm Gonna Be) 500 Miles – 3:41
2. I'm Gonna Be (500 Miles) (1988 Original Version) – 3:37

### Classifiche
| Classifica (2007) | Posizione massima |
| ----------------- | ----------------- |
| Regno Unito       | 1                 |